# Eryngium calaster
Eryngium calaster är en flockblommig växtart som beskrevs av Paul Carpenter Standley. Eryngium calaster ingår i släktet martornar, och familjen flockblommiga växter. Inga underarter finns listade i Catalogue of Life.